# De morte Bolezlaui carmina
De morte Bolezlaui carmina (Gedicht auf Boleslaws Tod) ist ein Trauergedicht, das dem 16. Kapitel des ersten Buches der in mittellateinischer Sprache verfassten Chronik des Gallus Anonymus angefügt ist und den Tod von Bolesław I. thematisiert. Es ist der erste poetische Planctus in der polnischen Literatur.

## Aufbau
Das Gedicht wird im 16. Kapitel als carmen lugubre eingeleitet und besteht aus 30 Versen in 10 Strophen mit jeweils demselben Endreim. Jeder Vers besteht aus 15 Silben mit einer Zäsur nach der achten Silbe. Somit entspricht der Versbau anderen Gedichten in der Chronik, wie Deo vero laus et honor …

## Inhalt
Das Trauergedicht ist als lyrischer Monolog des als Witwe personifizierten Polens gestaltet. Die Trauernde wendet sich gleich zu Beginn des ersten Verses an Personen jeglichen Alters, jeglichen Geschlechts und jeglichen Standes („Omnis etas, omnis sexus, omnis ordo“) und fordert sie auf, mit ihr über den Tod des Herrschers zu trauern und sie zugleich zu stützen („sustentate me cadentem“). Immer wieder ruft sie den toten Bolesław mit Wehklagen unmittelbar an und ruft unterschiedliche Personenkreise zur Trauer auf. Schließlich wird in der letzten Strophe der Leser direkt apostrophiert („Et tu lector“) und ermahnt, mit ihr das Ableben des Königs zu beweinen.

## Ausgaben
- Kazimierz Liman (Hrsg.): Antologia poezji łacińskiej w Polsce. Średniowiecze. Wydawnictwo UAM, Posen 2004, S. 239–241.
- Karol Maleczyński (Hrsg.): Galli Anonymi cronicae et gesta ducum sive principum Polonorum (= Monumenta Poloniae Historica. Nova Series. Band II). Polska Akademia Umiejętności, Krakau 1952, S. 38–39.